# Missus dominicus
Missus dominicus (łac. posłaniec panującego, czasem zwany nuntius, l. mng. missi dominici) - urzędnik w państwie cesarstwie Franków, kontrolujący administrację prowincjonalną. Swą władzę sprawował w tzw. "okręgu inspekcyjnym" (łac. missaticum lub advocatio). Instytucja ta ustanowiona została przez Karola Wielkiego.
Dla zapobiegania nadużyciom i równowagi władzy państwowej i kościelnej, inspekcje przeprowadzało zawsze dwóch missi dominici (świecki i duchowny). Najpierw urzędnicy ci ogłaszali instrukcje królewskie - tzw. Capitulariorum missorum (instrukcje posłańców) na wiecu (zwanym mallus) w danej jednostce administracyjnej. Następnie zbierali przyrzeczenia ich stosowania (tzw. interrogare de capitulo), po czym kontrolowali ich wykonywanie. 
Do ich zadań należało:
- kontrola innych urzędników: 
  - hrabiów,
  - margrabiów,
  - biskupów,
- przyjmowanie skarg i zażaleń na działanie urzędników w okręgach,
- wymierzanie sprawiedliwości w imieniu władcy

Wprowadzenie missi dominici było jednym z elementów reformy administracyjnej Karola Wielkiego, której celem było podniesienie znajomości prawa wśród ludności prowincji, równocześnie kontrolując jego wykonanie.